# A kék angyal (film, 1930)
A kék angyal (eredeti cím: Der blaue Engel) 1930-ban bemutatott német film Josef von Sternberg rendezésében, Heinrich Mann Ronda tanár úr című regénye alapján. A filmet az első jelentős német hangosfilmnek tekintik és ez hozta meg a sikert Marlene Dietrich számára.
A filmet ugyanazokkal a szereplőkkel német és angol nyelven is leforgatták.

## Cselekmény
A film a második világháború előtti Németországban játszódik és a Rondának csúfolt Gonda tanár (Emil Jannings) lelki átalakulását mutatja be. Gonda süllyedése akkor kezdődik, amikor gimnáziumi diákjait megbüntetik, mert a gyönyörű táncosnő, Lola Lola (Marlene Dietrich) fényképét terjesztik. Abban a reményben, hogy rajtaüthet a fiúkon a Kék Angyal klubban, ahol a táncosnő fellép, Gonda tanár úr ellátogat a klubba és találkozik bukásának okozójával, Lolával. 
Vággyal eltelve Gonda másnap este is visszatér a klubba és egész éjjel a táncosnővel marad. A következő reggel elkésik az iskolából, az osztályt a legnagyobb felfordulásban találja és az iskolaigazgató dühös rá. Utóbb Gonda lemond állásáról, hogy feleségül vehesse a táncosnőt, de miután elfogy a megtakarított pénze, arra kényszerül, hogy bohócként lépjen fel a kabaréban. Zavaros érzései Lolával szemben szétmarják jellemét. Visszatérve szülővárosába, köznevetség tárgya lesz. Amikor Lola elhagyja egy másik férfiért, Gonda visszavánszorog a gimnáziumba és régi katedrájánál leli halálát.

## Szereplők
- Emil Jannings – Emmanuel Rath professzor
- Marlene Dietrich – Lola Lola
- Kurt Gerron – Kiepert, a mágus
- Rosa Valetti – Guste, a mágus felesége
- Hans Albers – Mazeppa, az erőember
- Huszár Pufi – a fogadó tulajdonosa
- Reinhold Bernt – bohóc
- Eduard von Winterstein – iskolaigazgató
- Hans Roth – az iskola házfelügyelője
- Rolf Müller – Angst, tanuló
- Roland Varno – Lohmann, tanuló
- Carl Balhaus – Ertzum, tanuló
- Robert Klein-Lörk – Goldstaub, tanuló

## Fordítás
- Ez a szócikk részben vagy egészben  a   The Blue Angel című angol Wikipédia-szócikk ezen változatának fordításán alapul.  Az eredeti cikk szerkesztőit annak laptörténete sorolja fel. Ez a jelzés csupán a megfogalmazás eredetét és a szerzői jogokat jelzi, nem szolgál a cikkben szereplő információk forrásmegjelöléseként.